# Papió negre
El papió negre (Papio ursinus) o papió chacma és una espècie de papió, un primat catarrí de la família dels micos del Vell Món de l'Àfrica occidental. L'abast del seu hàbitat el trobem des de Sud-àfrica a Angola, Zàmbia i Moçambic.